# Кодигоро
Кодиго̀ро (на италиански: Codigoro, на местен диалект Codgòr, Кодъгор) е град и община в Северна Италия, провинция Ферара, регион Емилия-Романя. Разположен е на 3 m надморска височина. Населението на града е 12 681 души (към 2008 г.).
Общинската територия се намира вътре в голямата делта на река По.